# 영웅교실
영웅교실(일본어: 英雄教室 Eiyū Kyōshitsu, Classroom for Heroes[*])은 아라키 신이 글을 쓰고 모리사와 하루유키가 그림을 그린 일본의 판타지 라이트 노벨 시리즈이다. 슈에이샤는 대시 X 문고(Dash X Bunko) 각인으로 2015년 1월부터 14권을 출판했다. '영웅 교실-불꽃의 여제-'라는 제목의 미나쿠치 타카시의 만화 각색판은 2015년 2월부터 8월까지 슈에이샤의 세이넨 만화 잡지 울트라 점프에 연재되었으며 단행본 단권으로 수집되었다. 키시다 코아라의 작품을 원작으로 한 두 번째 만화 각색판은 라이트 노벨로 2016년 9월부터 스퀘어 에닉스의 소년 만화 잡지 월간 소년 간간을 통해 연재되었다. 단행본 18권으로 수집되었다. 라이트 노벨은 옌 프레스에서 라이선스를 받았다. 두 번째 만화는 "Hero Classroom"이라는 제목으로 Comikey에 의해 북미에서 디지털 라이선스를 받았다. 아크타스가 각색한 애니메이션 TV 시리즈는 2023년 7월부터 9월까지 방영되었다.

## 구성
먼 옛날, 한 영웅이 세상을 위협하는 마왕을 물리치고, 미래의 영웅을 양성하기 위해 로즈우드 아카데미를 설립했다. 현재 어니스트 플레이밍(Earnest Flaming)은 "불꽃의 여제"라는 별명을 얻은 아카데미의 최고 학생이다. 어느 날, 어니스트는 힘과 전투 능력이 자신과 거의 비슷한 편애하는 전학생 블레이드를 만나 짜증을 낸다. 왕은 그녀에게 블레이드를 감독하고 학원 주변을 안내해 달라고 부탁한다. 그리하여 진정한 영웅이 되기 위한 학생들의 탐구가 시작된다.

## 같이 보기
- GJ부